# Burn the Witch (Radiohead)
Burn the Witch è un singolo del gruppo musicale britannico Radiohead, il primo estratto dal nono album in studio A Moon Shaped Pool e pubblicato il 3 maggio 2016.

## Descrizione
Il brano rappresenta la traccia d'apertura del disco e presenta una linea di pianoforte tipicamente new age influenzato dallo stile delle composizioni del musicista britannico Michael Nyman.

## Video musicale
Il video, realizzato in animazione e con la tecnica dello stop-motion, omaggia i programmi televisivi per bambini della Trumptonshire Trilogy, nonché il film horror del 1973 The Wicker Man.

## Tracce
Download digitale
1. Burn the Witch – 3:40

7"
- Lato A

1. Burn the Witch – 3:40

- Lato B

1. Spectre – 3:19

## Classifiche
| Classifica (2016)               | Posizione massima |
| ------------------------------- | ----------------- |
| Australia                       | 63                |
| Belgio (Fiandre)                | 66                |
| Belgio (Vallonia)               | 68                |
| Canada                          | 83                |
| Francia                         | 51                |
| Giappone                        | 62                |
| Italia                          | 92                |
| Portogallo                      | 56                |
| Regno Unito                     | 64                |
| Stati Uniti (adult alternative) | 23                |
| Stati Uniti (alternative)       | 29                |
| Stati Uniti (rock)              | 9                 |
| Svizzera                        | 74                |